# Mariana Arruti
Mariana Arruti (Buenos Aires, 1969) es una antropóloga y cineasta argentina. Es realizadora de varios documentales en los que se ve trazada una constante búsqueda por la identidad individual, así como el de una memoria colectiva de Argentina y América Latina. Su película Trelew, la fuga que fue masacre ganó el Premio Cóndor de Plata al Mejor Guion de película documental. También fue galardonada como mejor dirección de documental en el Festival de Cine de las Tres Fronteras como Mejor Dirección en documental.

## Formación profesional y carrera
Fue becaria de investigación y docente en la Universidad de Buenos Aires. Estudió dirección de cine en la Universidad del Cine (FUC), así como montaje con Miguel Pérez, director y editor argentino.
Desde el 2003 trabaja en el área de gestión de archivos audiovisuales en la Secretaría de Derechos Humanos de la Nación Argentina.

## Filmografía
| Año  | Título                                               |
| ---- | ---------------------------------------------------- |
| 1995 | Los Llamaban los presos de Bragado                   |
| 2000 | La Huelga de los locos                               |
| 2004 | Trelew, la fuga que fue masacre                      |
| 2013 | Cortometraje Mate o Leche para la película D-Humanos |
| 2016 | El Padre                                             |

## Premios y nominaciones
| Año  | Categoría                                                                               | Trabajo nominado                |         |
| ---- | --------------------------------------------------------------------------------------- | ------------------------------- | ------- |
| 2000 | Premio Cóndor de Plata al Mejor Videofilm                                               | Historias no contadas           |         |
| 2005 | Premio Cóndor de Plata al Mejor Guion de Película Documental                            | Trelew, la fuga que fue masacre | Ganador |
| 2016 | Festival Internacional de Cine de las Tres Fronteras como Mejor Dirección en Documental | El Padre                        | Ganador |